# 치올콥스키 (충돌구)
치올코프스키 크레이터는 달의 반대쪽 면에 위치한 대형의 달 충돌구이다. 러시아의 과학자 콘스탄틴 치올콥스키의 이름을 따서 명명되었으며 달의 남반구에서, 큰 분화구 가가린의 서쪽, Milne의 북서쪽에 있다. 바로 남쪽에는 워터맨(Waterman), 남서쪽으로 Neujmin 크레이터가 있다. 이 분화구는 인근의 분화구로 용암으로 덮인 바닥이 없는 비슷한 크기의 오래된 분화구인 페르미쪽으로 돌출되어 있다.

## 특징
치올콥스키는 달의 뒷면에서 매우 두드러진 특징 중의 하나이다. 높은 계단식 내벽과 분화구 바닥 위로 3200m 이상 솟아 있는 잘 형성된 중앙 봉우리를 가지고 있다. 크레이터의 바닥이 지구에서 보이는 달의 가까운 쪽의 바다에서 발견되는 특징인 어두운 색조의 바다로 덮여 있기 때문에 지구에서 먼 쪽의 분화구에서는 이례적이다. 달의 바다 물질의 분포는 바닥 전체에서 대칭이 아니라 동쪽과 남쪽에 더 많이 집중되어 있다. 또한 서-북서쪽 방향으로 벽면에 도달하는 더 어두운 재료의 돌출된 만이 있다. 바닥의 나머지 부분은 분화구를 둘러싼 지형과 동일한 반사율를 가지고 있다.
북동쪽으로 멀리 있는 멘델레예프 분화구에 있는 일련의 작은 분화구를 카테나 멘델레예프라고 하며, 그 일련의 분화구는 치올콥스키를 직접 가리키고 있다. 이러한 이유로 카테나 멘델레예프 분화구는 치올콥스키  충돌의 이차적 충돌로 믿어지고 있다.
이 특징은 러시아 우주선 루나 3호가 보낸 사진에서 발견되었으며 이후 여러 미국 달 궤도선과 아폴로 계획의 우주비행사에 의해 촬영되었다.
아폴로 17호의 우주 비행사 해리슨 "잭" 슈미트와 다른 과학자 (슈미트는 훈련을 받은 지질학자로 월면을 산책한 유일한 과학자임)로부터 아폴로 17호의 착륙지점으로 하고 반대편 월면으로부터의 통신을 위하여 아폴로 17호의 사령/서비스 모듈로부터 전개되는 소형의 통신 위성을 사용할 것을 강력하게 주장하였으나, NASA에서는 그 아이디어가 너무 위험하다고 거부하였고, 결국 아폴로 17호는 1972년 12월 11일 토러스-리트로 계곡에 착륙했다.

## 전경

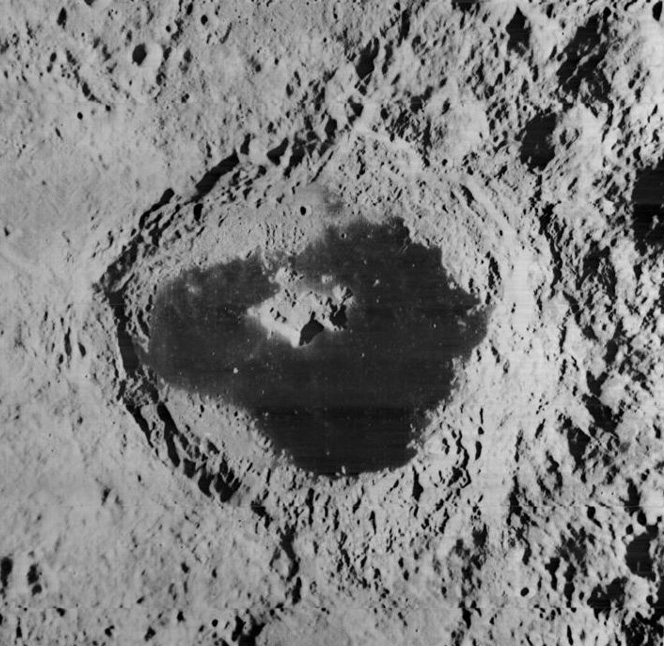
달 궤도선 1호 이미지
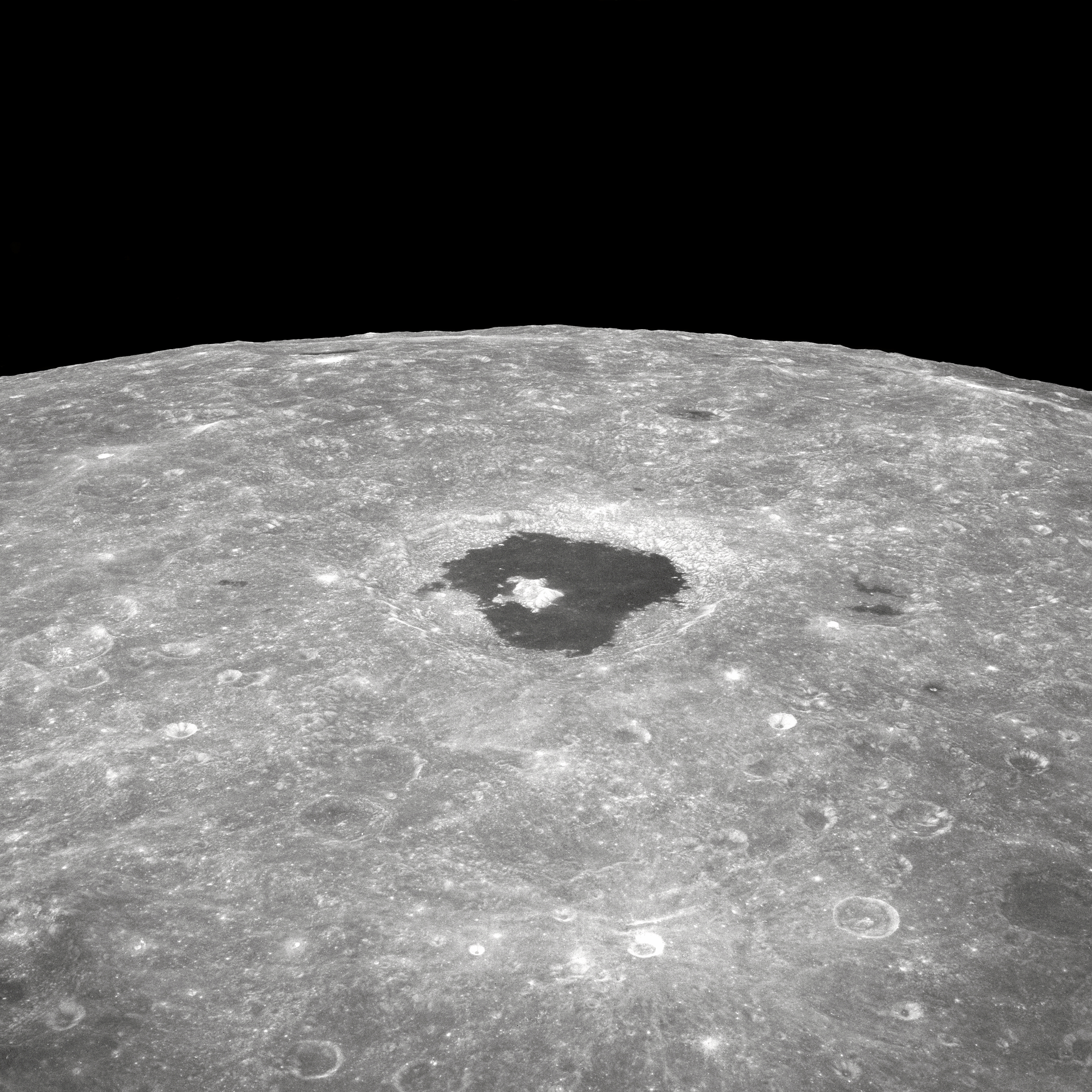
아폴로 8호 이미지
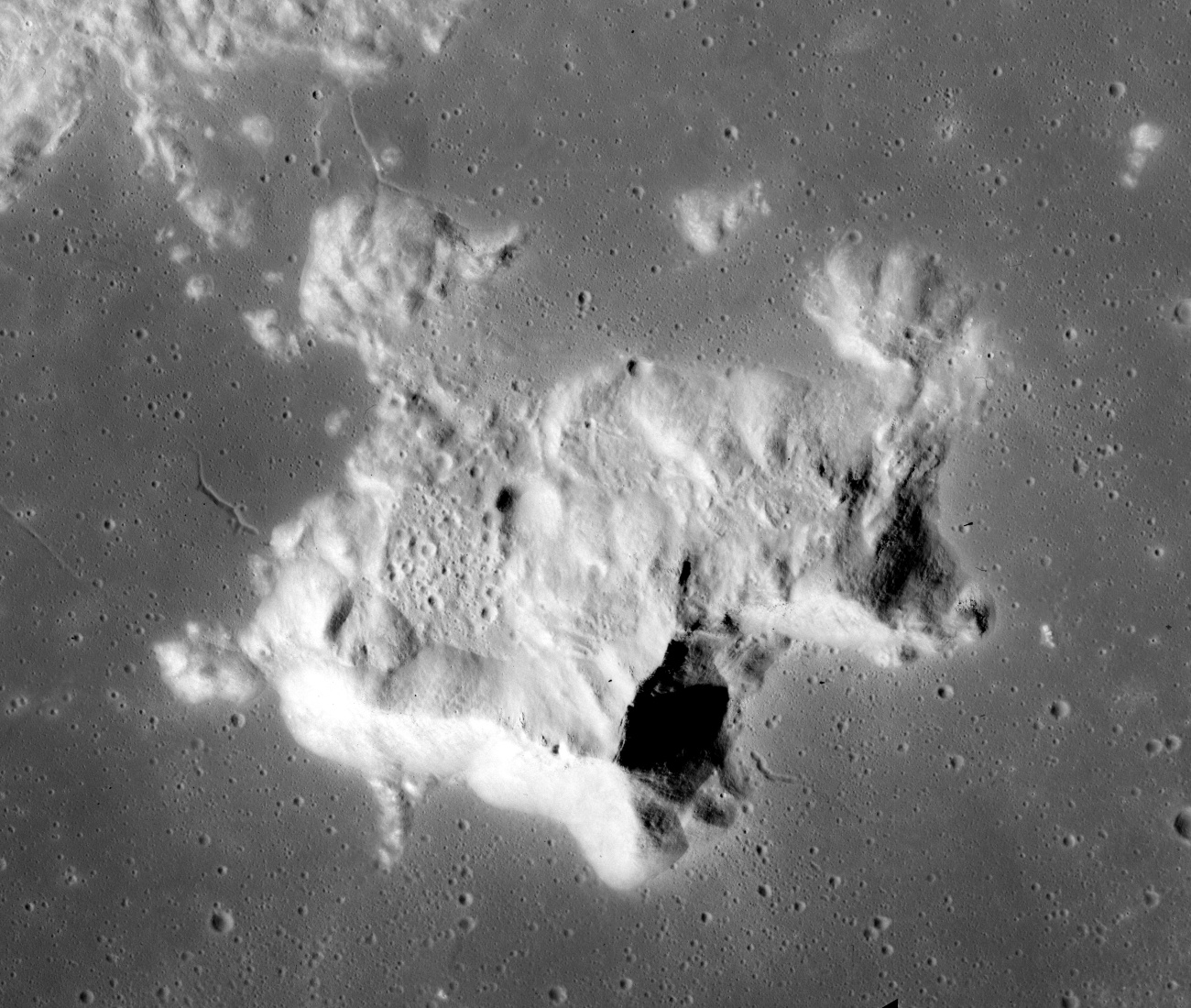
중앙 봉우리의 아폴로 15호 매핑 카메라 이미지
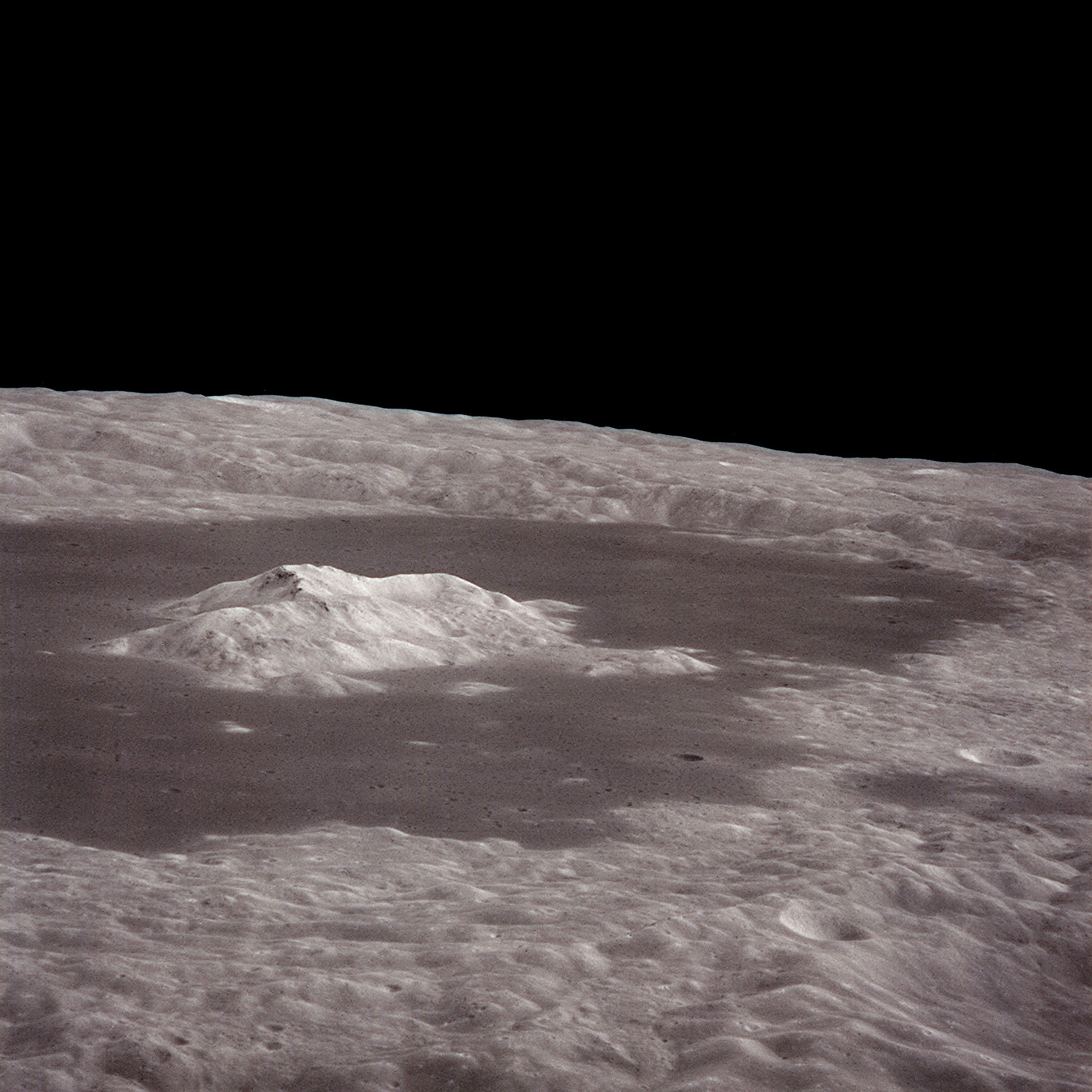
아폴로 15호의 또 다른 비스듬한 모습
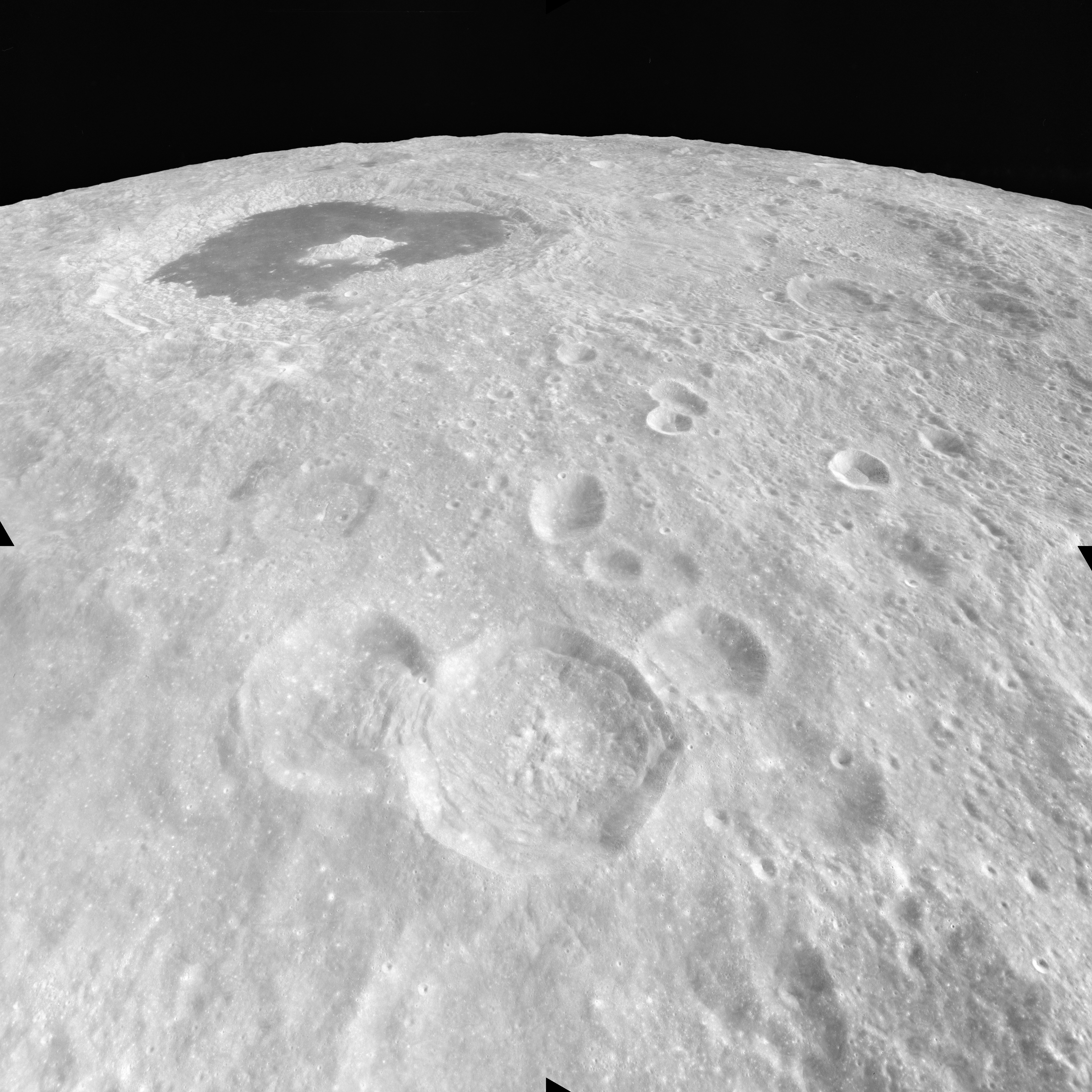
아폴로 17호에서 바라본 남향
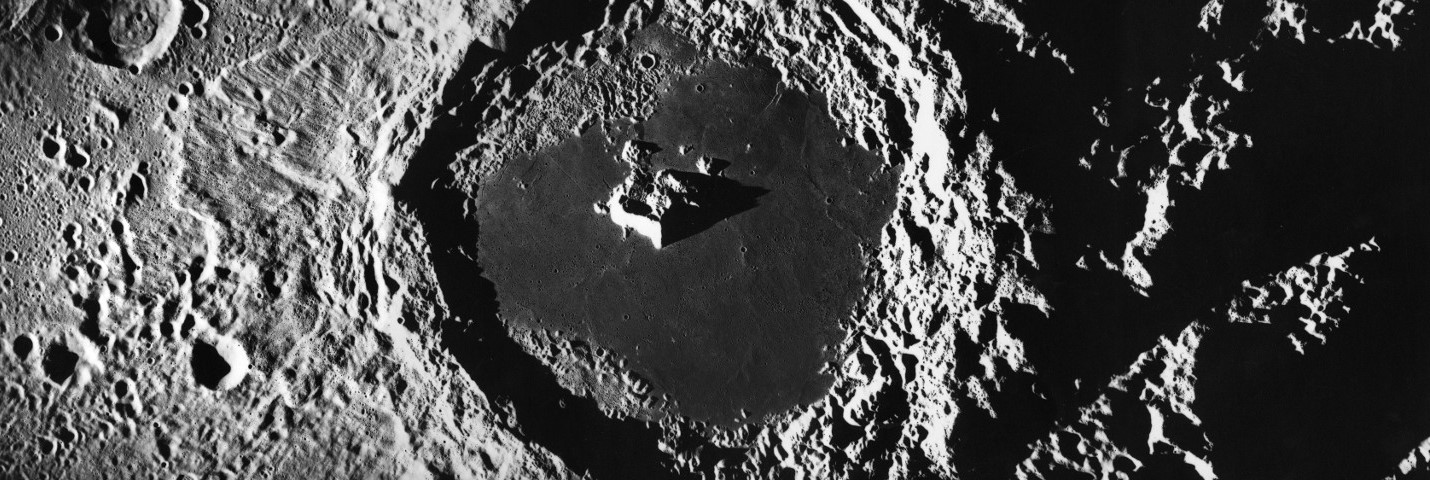
달의 명암 경계선에 있는 치올콥스키 크레이터에 대한 Apollo 17호 매핑 카메라 이미지의 모자이크

## 위성 분화구

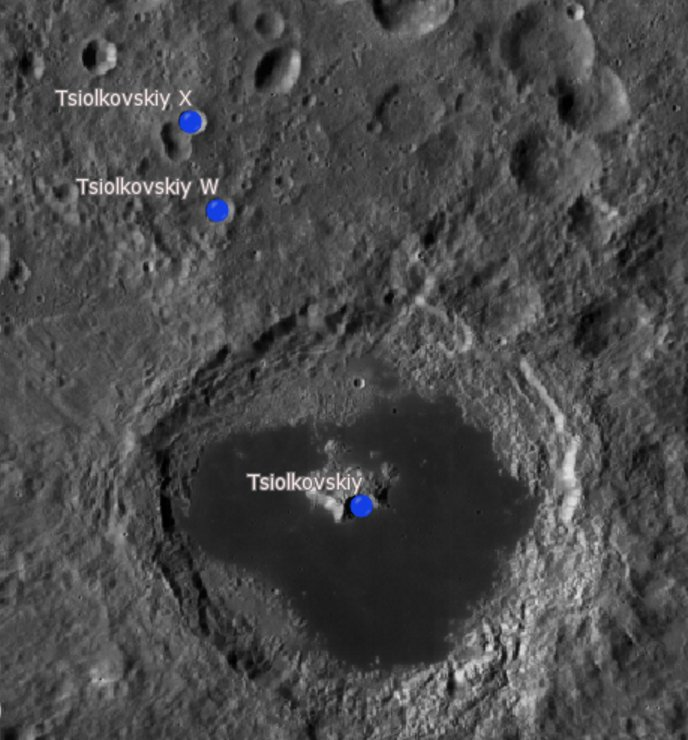
지도

관습에 따라 이러한 특징은 치올콥스키 분화구에 가장 가까운 분화구 중간점 옆에 문자를 배치하여 월면 지도에서 식별된다.
| 치올콥스키 | 좌표                                                  | 직경, km |
| ---------- | ----------------------------------------------------- | -------- |
| W          | 남위 16° 02′ 동경 126° 52′ / 남위 16.04° 동경 126.87° | 12.1     |
| X          | 남위 14° 43′ 동경 126° 28′ / 남위 14.72° 동경 126.47° | 12.1     |

## 같이 보기
- 1590 치올콥스카야 소행성

## 참고 문헌
- Andersson, L. E.; Whitaker, E. A. (1982). 《NASA Catalogue of Lunar Nomenclature》. NASA RP-1097.
- Blue, Jennifer (2007년 7월 25일). “Gazetteer of Planetary Nomenclature”. USGS. 2020년 5월 26일에 확인함.
- Bussey, B.; Spudis, P. (2004). 《The Clementine Atlas of the Moon》. New York: Cambridge University Press. ISBN 978-0-521-81528-4.
- Cocks, Elijah E.; Cocks, Josiah C. (1995). 《Who's Who on the Moon: A Biographical Dictionary of Lunar Nomenclature》. Tudor Publishers. ISBN 978-0-936389-27-1.
- McDowell, Jonathan (2007년 7월 15일). “Lunar Nomenclature”. Jonathan's Space Report. 2012년 2월 8일에 원본 문서에서 보존된 문서. 2007년 10월 24일에 확인함.
- Menzel, D. H.; Minnaert, M.; Levin, B.; Dollfus, A.; Bell, B. (1971). “Report on Lunar Nomenclature by the Working Group of Commission 17 of the IAU”. 《Space Science Reviews》 12 (2): 136–186. Bibcode:1971SSRv...12..136M. doi:10.1007/BF00171763. S2CID 122125855.
- Moore, Patrick (2001). 《On the Moon》. Sterling Publishing Co. ISBN 978-0-304-35469-6.
- Price, Fred W. (1988). 《The Moon Observer's Handbook》. Cambridge University Press. ISBN 978-0-521-33500-3.
- Rükl, Antonín (1990). 《Atlas of the Moon》. Kalmbach Books. ISBN 978-0-913135-17-4.
- Webb, Rev. T. W. (1962). 《Celestial Objects for Common Telescopes》 6 revis판. Dover. ISBN 978-0-486-20917-3.
- Whitaker, Ewen A. (1999). 《Mapping and Naming the Moon》. Cambridge University Press. ISBN 978-0-521-62248-6.
- Wlasuk, Peter T. (2000). 《Observing the Moon》. Springer. ISBN 978-1-85233-193-1.